# Trichobotria

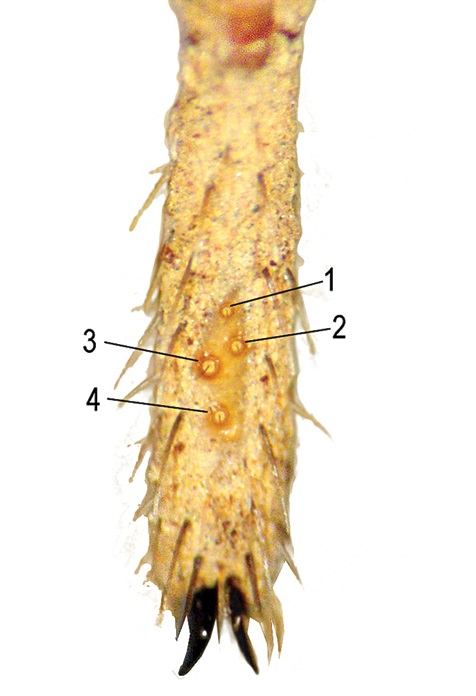
Trichobotria u pająka Paratropis tuxtlensis, zaznaczone numerami od 1 do 4

Trichobotria (trichobothria) – unerwione włosy obecne u stawonogów, m.in. pająków, mechanoreceptory znajdujące się na odnóżach, na których zwykle sterczą prostopadle; są poruszane przez powietrze bądź fale dźwiękowe, przekazują one bodźce kierunkowe do centralnego układu nerwowego.
Łączna liczba trichobotriów u pająków może wahać się od kilkudziesięciu (np. u Larinioides cornutus) do około 950 (u Cupiennius salei).